# Cyclophiops hamptoni
Espèce
Synonymes
- Ablabes hamptoni Boulenger, 1900

Statut de conservation UICN

 DD  : Données insuffisantes
Cyclophiops hamptoni est une espèce de serpents de la famille des Colubridae.

## Répartition
Cette espèce est endémique de Birmanie.

## Description
Cyclophiops hamptoni n'est connue que de son holotype, une femelle mesurant 105 cm dont 22 cm pour la queue. Son dos est uniformément vert et sa face ventrale blanchâtre. Dans sa description Boulenger indique que cette espèce est très proche de Cyclophiops doriae mais s'en différencie par un bouclier rostral plus large.

## Étymologie
Son nom d'espèce lui a été donné en l'honneur de Herbert Hampton qui a découvert, dans les environs de Mandalay, le spécimen décrit.

## Publication originale
- Boulenger, 1900 : Description of a new snake of the genus Ablabes from Burma. Annals and Magazine of Natural History, ser. 7, vol. 6, p. 409 (texte intégral).